# Nelick
Nelick, né le 27 février 1997 à Champigny-sur-Marne (Val-de-Marne), est un rappeur français.

## Biographie
Né à Champigny-sur-Marne, il commence à écrire seul vers 12 ans, puis se lance dans le rap à 15 ans. Il rappe sur des prods actuelles, de la old et de la new school, en s'inspirant du rap américain,. 

## Carrière
Nelick s'est tout d'abord fait connaitre en duo, avec Lord Esperanza, avec qui il forme le groupe PALA$$ et avec qui il sort un premier projet, Acid Rose Garden, puis quelques featurings. Durant la tournée de Lord, le Polaroid Tour, Nelick est backeur et joue quelques uns de ses morceaux sur scène. Tandis que Lord continue ses projets solo avec le producteur Majeur-Mineur, Nelick continue d'écrire des sons seul . 

### Vanille Fraise Tour
En 2023, Nelick fait une tournée pour promouvoir son album Vanille Fraise. Il se produit dans différentes villes en France comme Paris, Lyon, Toulouse ou encore Marseille mais également en Suisse notamment à Lausanne.